# Placówka Straży Celnej „Wilcza Dolna”

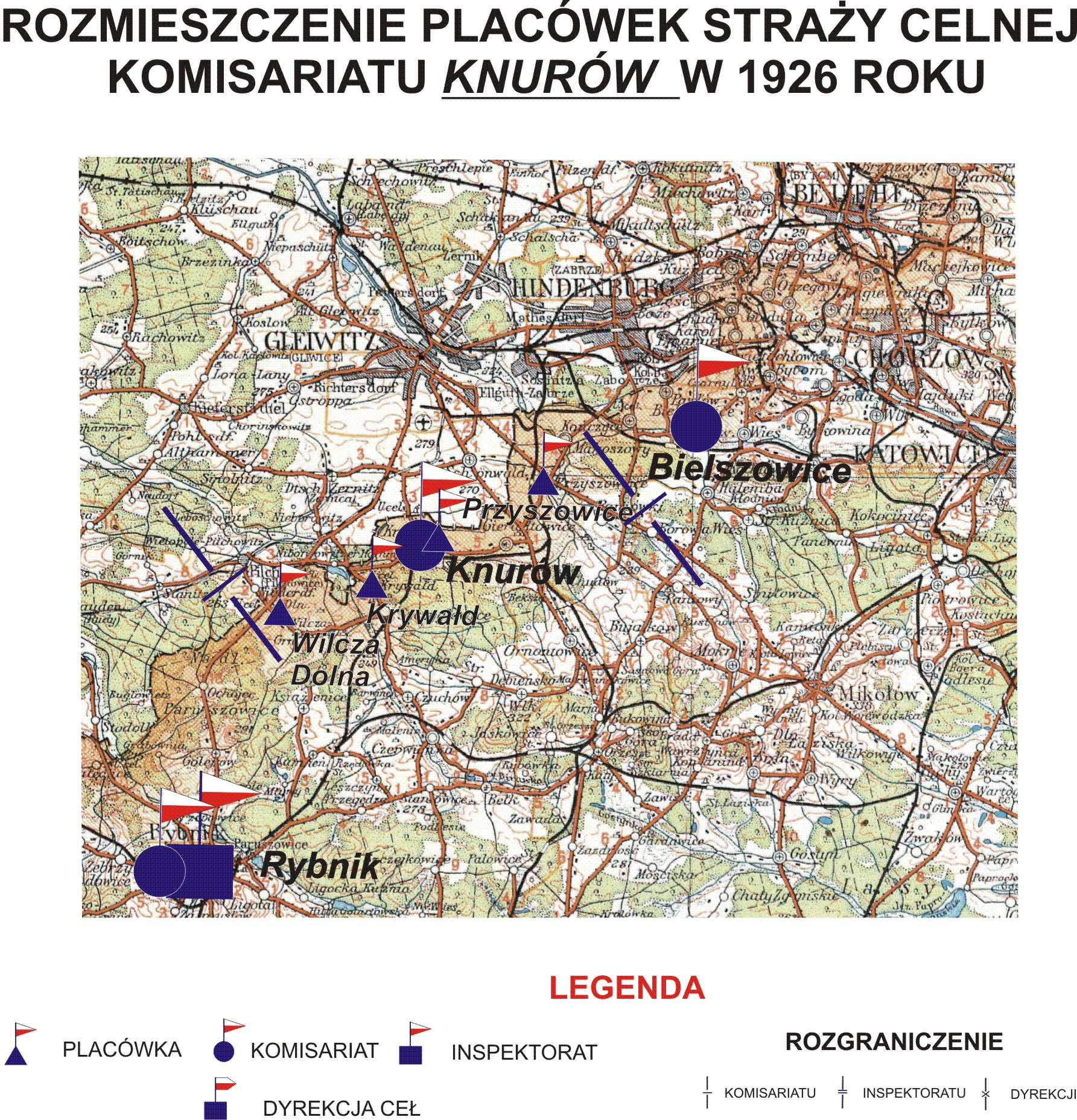
Rozmieszczenie placówek SC Komisariatu Knurów w 1926 r.

Placówka Straży Celnej „Wilcza Dolna” – jednostka organizacyjna Straży Celnej pełniąca w okresie międzywojennym służbę ochronną na granicy polsko-niemieckiej.

## Formowanie i zmiany organizacyjne
Na wniosek Ministerstwa Skarbu, uchwałą z 10 marca 1920 roku, powołano do życia Straż Celną. Od połowy 1921 roku jednostki Straży Celnej rozpoczęły przejmowanie odcinków granicy od pododdziałów Batalionów Celnych. Proces tworzenia Straży Celnej trwał do końca 1922 roku. Placówka Straży Celnej „Wilcza Dolna” weszła w podporządkowanie komisariatu Straży Celnej „Knurów” z Inspektoratu SC „Rybnik”.
W drugiej połowie 1927 roku przystąpiono do gruntownej reorganizacji Straży Celnej. W praktyce skutkowało to rozwiązaniem tej formacji granicznej. Ochronę północnej, zachodniej i południowej granicy państwa przejęła powołana z dniem 2 kwietnia 1928 roku Straż Graniczna.
Rozkazem nr 4 z 30 kwietnia 1928 roku w sprawie organizacji Śląskiego Inspektoratu Okręgowego dowódca Straży Granicznej gen. bryg. Stefan Pasławski powołał komisariatu SG „Rybnik”. Placówka Straży Granicznej I linii „Wilcza” znalazła się w jego strukturze.

## Funkcjonariusze placówki
Kierownicy placówki
| stopień          | imię i nazwisko, numer | okres pełnienia służby | kolejne stanowisko |
| ---------------- | ---------------------- | ---------------------- | ------------------ |
| starszy strażnik | Wojciech Bauza (26)    | był w 1926             |                    |

Obsada personalna placówki w 1926:
- starszy strażnik Wojciech Bauza (26)
- starszy strażnik Paweł Wiaterek (1052)
- starszy strażnik Józef Zacher (1126)
- strażnik Wincenty Lewandowski (564)
- strażnik Franciszek Ręka (858)
- strażnik Władysław Prusinowski (720)
- strażnik Wincenty Flaczek (270)
- strażnik Czesław Doliński (201)
- strażnik Stefan Kłys (269)